# تماغوتشي
تماغوتشي (たまごっち تعني الساعة البيضة) يعتبر حيوان أليف رقمي، تم تصميمه من قبل آكي ميتا سنة 1996، ويباع من قبل شركة بانداي. وبحلول عام 2008 تم بيع ما لا يقل عن 70 مليون لعبة منه يتم تخزين تماغوتشي في حاسوب صغير بيضاوي الشكل يحتوي على ثلاث مفاتيح (a وb وc) لخصائص مختلفة منها:
- إطعام تماغوتشي
- اللعب مع تماغوتشي
- تنظيف فضلات تماغوتشي
- مراقبة العمر التهذيب والجوع والفرح وغيرها
- التواصل مع أصدقاء آخرين

## التسمية
اسم اللعبة هو خليط بين الكلمة اليابانية تاماغو tamago والتي تعني بيضة، والكلمة الإنجليزية watch.

## الاصدارات
حتى عام 2009، هناك 44 نسخة من تاريخ صدرو الأول في عام 1996، يتضمن هذا العدد 3 نسخ لها طابع الكريسميس، وبعدها صدرت نسخة جديدة لتاماغوتشي، رفت باسم تاماغوتشي كونيكشن، أو كونيكشن بلس، والتي تميزت بإمكانية توصيلها مع جهاز تاماغوتشي آخر، وهناك نسخة تاماغوتشي بلس كلر، وتتميز بشاشة ملونة بالكامل، وبحجم 128×128، وأيضا تعمل على بطاريات بحجم AAA.

## تاماغوتشي في عالم العاب الفيديو
صدرت نسختين لتاماغوتشي على جهاز الجيم بوي والجيم بوي كلر، وهما Tamagotchi Connection: Corner Shop, Tamagotchi Connection: Corner Shop 2، وأخيرا صدر لجهاز الدي إس Tamagotchi Connection: Corner Shop 3، ولجهاز نينتيندو 64 نسخة باسم Tamagotchi 64: Minna de Tamagotchi World.

### نسخ جهاز الآركيد
ظهرت شصخية ماميتشي، إحدى شخصيات لعبة تاماغوتشي، للعبة الاركيد Mario Kart Arcade GP 2، كشخصية فرعية.
أيضا صدر جهاز آركيد باسم TamaStation وقد صدرت في الأسواق اليابانية.

## صدور نسخ متعددة الوسائط

### الفيلم
في يونيو 2007، تم الإعلان عن فيلم أنمي لتاماغوتشي، وصدر لاحقا في ديسمبر 2007 باسم Eiga De Tojo-Tamagotchi: Dokidoki! Uchuu no Maigotchi!?، يتحدث عن شخصية ميميتشي، مع اصدقائه.
صدر الفيلم في اليابان في ديسمبر 2007، وحاز على المربتة الثالثة في صندوق الأفلام، وصدر في أمريكا بتاريخ 31 مايو 2008، وقدر صدر للمرة اللآولى على أقراص ديفيدي، وصدر في أستراليا بيونيو ثلاثة 2009، وبعدها في بيرطانيا في تاريخ 14 سبتمبر 2009.

### سلسة الأنمي
صدر في اليابان بفقط باسم TV de Hakken!! Tamagotchi، وقد عرض ابتداء من 7 يونيو 1997، حتى 21 مارس 1998 على قناة فوجي اليابانية.
وفي ديسمبر 2007، أصدرت شركة بانداي اليابانية سلسلة جديدة باسم سا إيكو! تاماغوتشي، (さぁイコー！たまごっち)، وكان ذلك قبل بإسبوع من صدور الفلم. وفب ديسمبر 2008 قامت بانداي الأمريكية بدبلجة العمل، وكان باسم ليتز غو! تاماغوتشي، (Let's Go! Tamagotchi)، وهو موجود على يوتيوبباللغتين اليابانية والإنجليزية، ومترجم على 7 لغات.
وقد تم الإعلان عن سلسلة جديدة في أكتوبر 2009، ولكن حتى الآن لم يتم تحديد موعد صدور، وبأي قناة سيعرض.

### مشاهد أنمي
صدر مشهد أنمي بعنوان Now Museum, Now You Don't، وكان ذلك في عام 1997 من شركة بانداي.

### الموسيقى
صدر أغنية باسم تاماغوتشي في عام 1997.